# Matra MS10
Chronologie des modèles (1968-1969)
Matra MS9 Matra MS11
La Matra MS10 est une monoplace de Formule 1 engagée en 1968 et 1969 par l'écurie Matra International.

## Historique

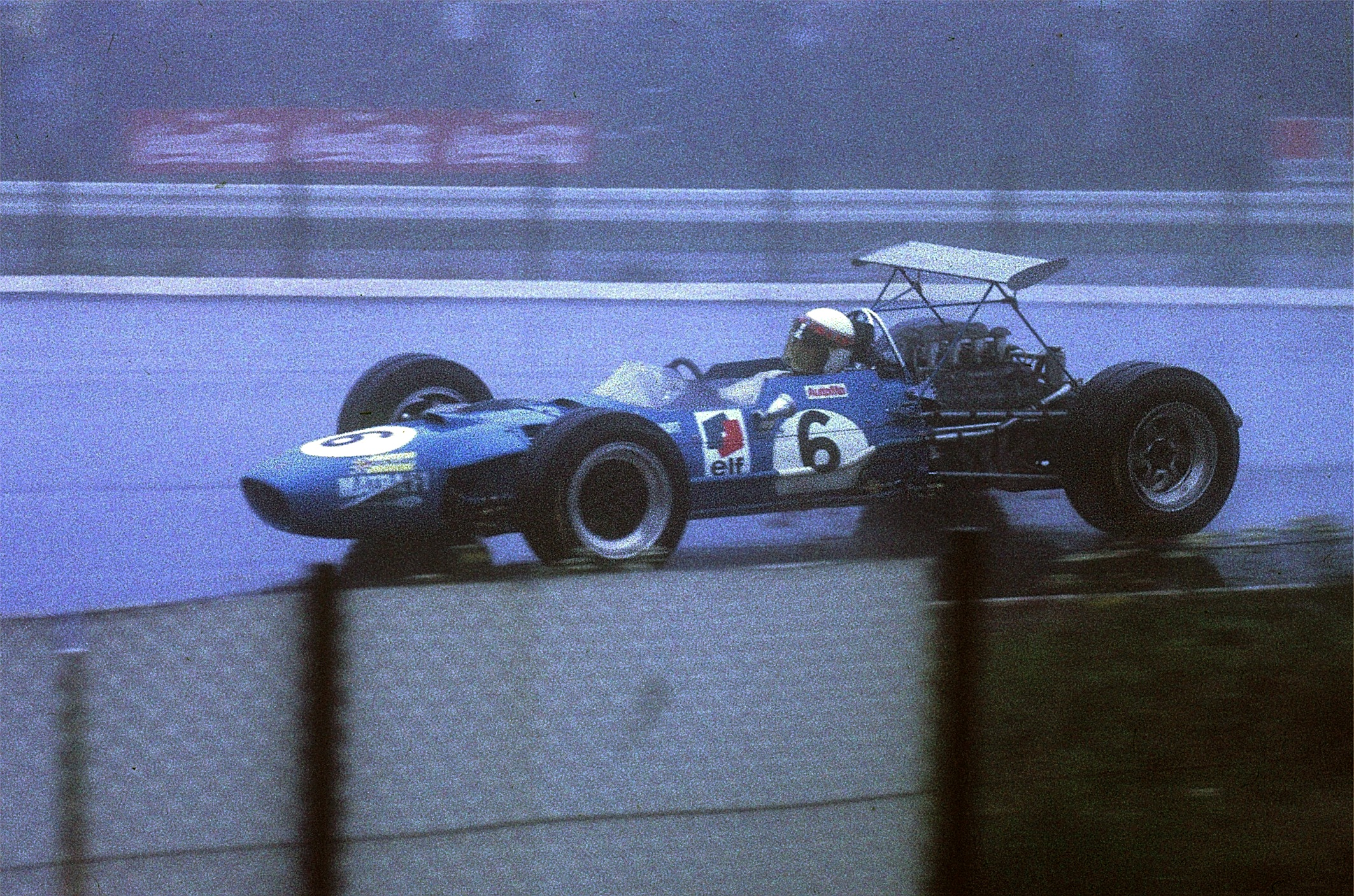
Jackie Stewart lors du GP d'Allemagne 1968, qu'il remporte.

En 1968, Jackie Stewart termine deuxième du championnat avec 36 points derrière Graham Hill et devant Denny Hulme. Jean-Pierre Beltoise, termine neuvième avec 11 points devant Chris Amon et derrière John Surtees. Johnny Servoz-Gavin termine quatorzième avec 6 points, devant Jackie Oliver et derrière Richard Attwood.
Matra International finit troisième du championnat constructeurs de F1 avec 45 points, devant la Scuderia Ferrari et derrière McLaren.
La MS10 s'impose en championnat aux Grand Prix des Pays-Bas, d'Allemagne et des États-Unis, ainsi qu'hors de celui-ci à l'International Gold Cup de Brands Hatch, le tout grâce à Jackie Stewart. 
En 1969, la voiture gagne encore la première compétition de la saison, le Grand Prix d'Afrique du Sud (toujours avec Stewart).